# Зубниця залозиста
{{#ifeq:0|0|{{#if:|{{#if:Cardamineglanduligera|[[]}}|}}}}

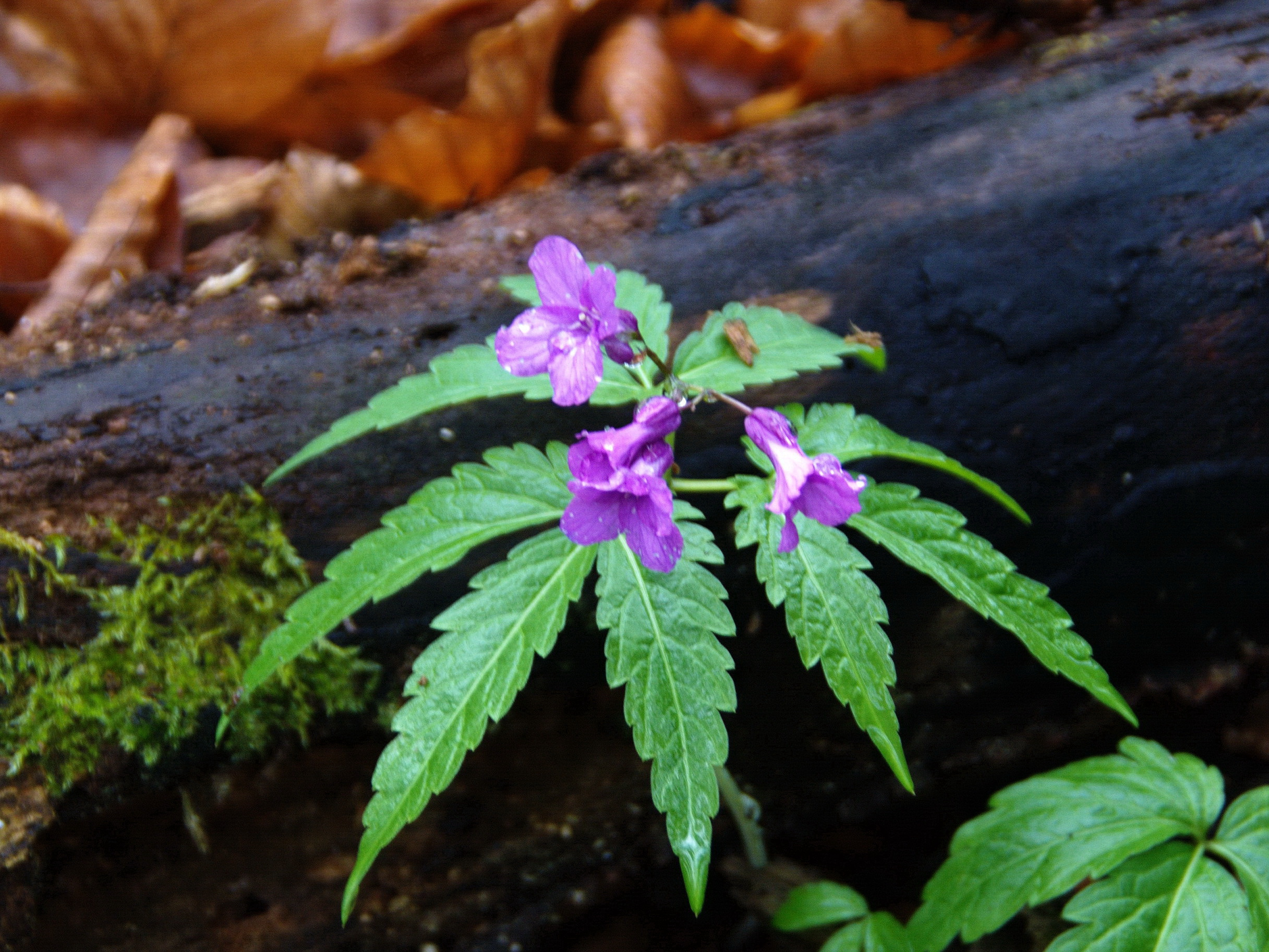
Зубни́ця зало́зиста (Dentaria glandulosa) в Карпатах

Зубни́ця зало́зиста (Dentaria glandulosa) — багаторічна рослина родини капустяних. Релікт третинного періоду. Весняний ефемероїд із трійчастими листками і відносно великими пурпуровими квітами. Вид поширений у Центральній та Південно-Східній Європі, Малій Азії та на Кавказі. Зростає у хвойних та листяних лісах, де часто утворює локальні зарості. Маловідома декоративна, лікарська та харчова рослина. Регіонально рідкісний вид, занесений до Червоної книги Молдови, Червоного списку Чехії, списків охоронюваних рослин ряду областей України. 

## Назва
Латинська родова назва Dentaria походить від лат. dens, dentis — «зуб» і обумовлена виглядом кореневищ, наче всіяних зубами. Характерно, що ця особливість відтворена в наукових назвах різними мовами: укр. зубниця, рос. зубянка, словац. zubačka, а також у чеській народній назві babí zub — «бабій зуб».
Латинський видовий епітет glandulosa походить від лат. glandula — «залоза». Він пояснюється наявністю численних залозок, які вкривають нижній бік листків цієї рослини. Цей епітет також буквально відтворений у наукових назвах різними мовами, наприклад: укр. залозиста, рос. железистая, словац. žliazkatá, чеськ. žláznatá, а також в українських народних назвах зуба́чка железова́та, зубни́ця зелези́ста. Крім них, Словник українських наукових і народних назв судинних рослин фіксує для цього виду такі народні синоніми як колопе́н(ь)ка (походження цієї назви нез'ясоване), колопе́н(ь)ка си́ня, про́ліски — ці назви вказують на фіолетовий колір квіток, який в давнину часто ототожнювали із синім. Слід зауважити, що словом «проліски» в народі називають й інші весняні рослини із синім кольором квіток, не споріднені між собою.

## Опис

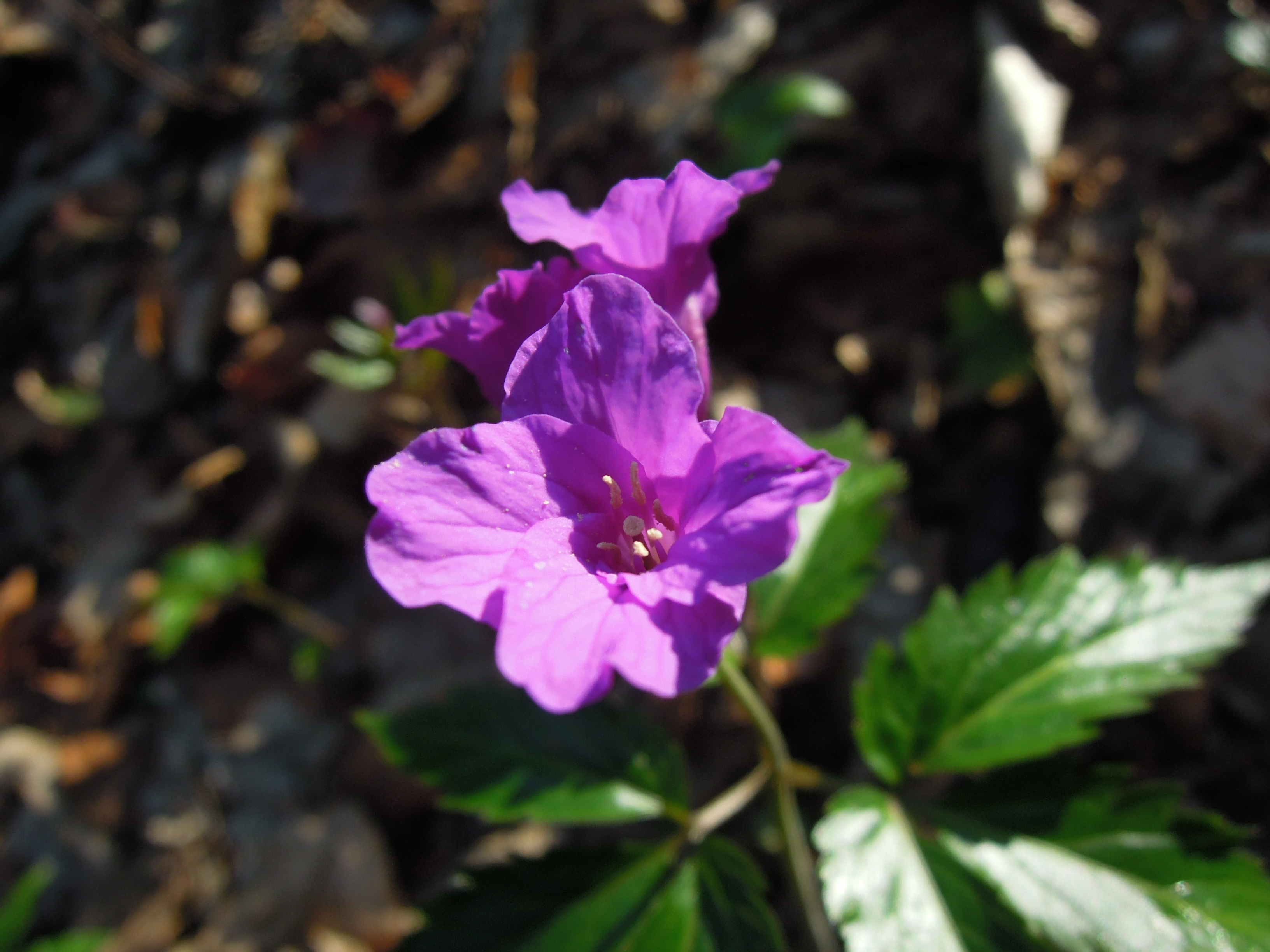
Квітка великим планом.

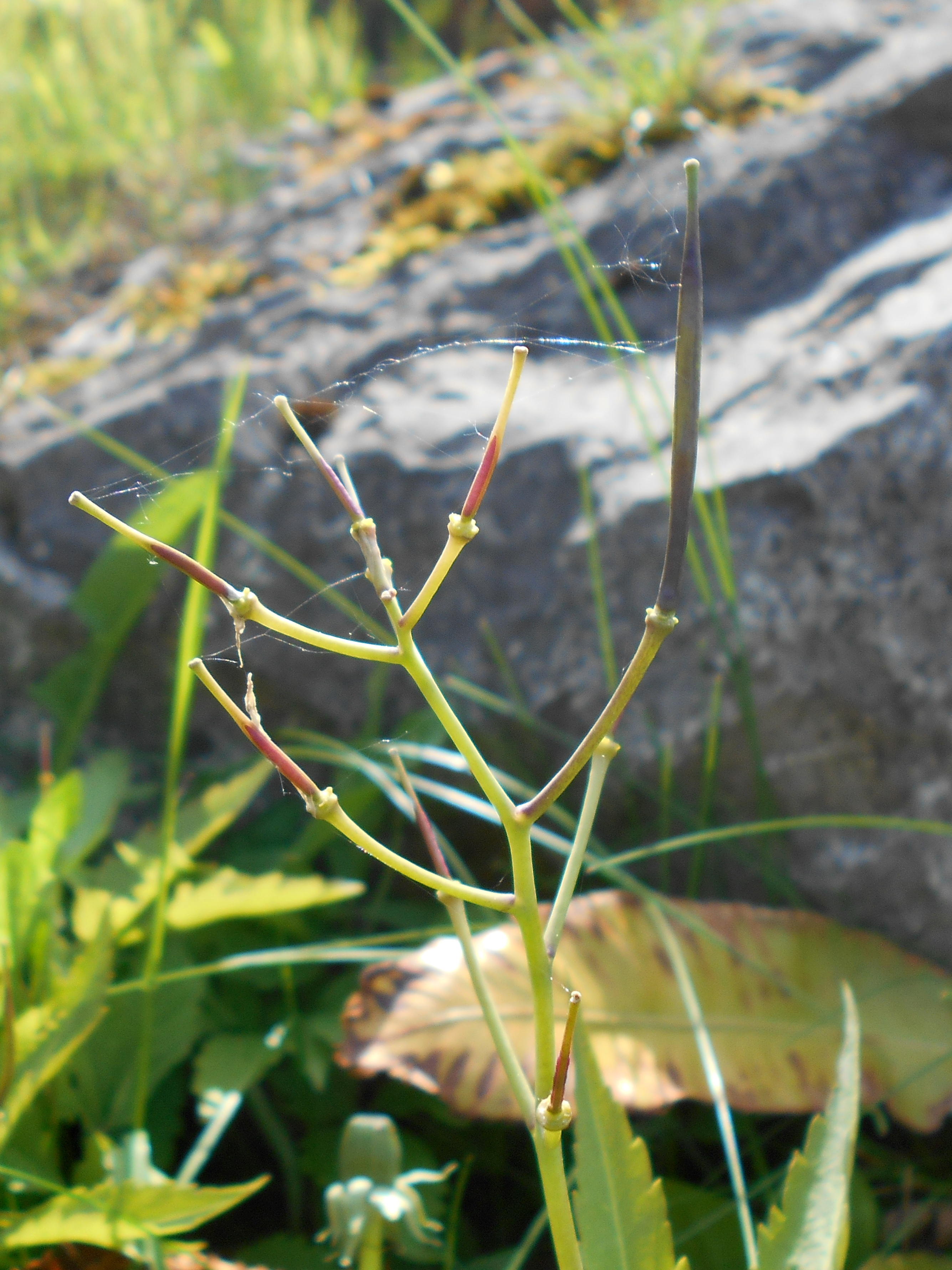
Плоди.

Багаторічна трав'яниста рослина заввишки 10—40 см; геофіт. Кореневище повзуче, довге, нитчасте (завширшки 0,75—1 мм), вкрите віддаленими одна від одної на 0,5—1 см ланцетними лусками, довжина яких складає 3—5 мм, а ширина при основі становить близько 1,5 мм. Стебло поодиноке, прямостояче, просте, порожнисте, голе. Під час цвітіння його висота становить 10—20 см, а при достигання плодів воно подовжується до 35—40 см. Стеблові листки зазвичай у кількості 3—4 штук, зібрані в колотівки, розташовані у верхній частині стебла, листки на довгих черешках, трійчасті, рідше пальчасті, темно-зелені, 5—9 см завдовжки. Листочки вузько-ланцетні, яйцеподібно-ланцетні або овальні, нерівномірно пилчасті, при основі інколи цілокраї, з клиноподібною основою та гострою верхівкою. Кінцевий листочок дещо більший за бічні, має довжину 40—75 мм та ширину 9—16 мм. Інколи у зубниці залозистої розвиваються прикореневі листки, формою схожі на стеблові, але на довших черешках і більшого розміру (завдовжки 11—16 см). Нижній бік листків вкритий залозками. Листкам цієї рослини притаманний слабкий запах часнику і дещо гострий смак.
Суцвіття — верхівкова негуста китиця, що складається з (2) 5—8 актиноморфних чотиричленних квіток, розташованих на довгих квітконіжках. Діаметр квіток становить 1,5—2,5 см. Чашолистки 7—8 мм завдовжки, довгасті, темно-фіолетові. Листочки оцвітини завдовжки 12—22 мм, видовжено-клиноподібні, на верхівці заокруглені або злегка виїмчасті, різко звужені у лінійний нігтик. Їхній колір, як правило, темно-рожевий, пурпуровий, малиновий чи фіолетовий, зрідка білий. Зовнішні тичинки завдовжки близько 6,5 мм, довжина внутрішніх складає близько 7 мм. Пиляки довгасті, жовтуваті.
Плоди — стручки завдовжки 25—50 мм, завширшки близько 2 мм. Насінини завдовжки до 2,5 мм, завширшки близько 2 мм, кутасто-овальні, темно-бурі, блискучі.
Число хромосом 2n = 48.

### Хімічний склад
Хімічний склад цієї рослини, як і споріднених видів зубниць, детально не досліджений. Достеменно відомо, що кореневища зубниці залозистої містять алкалоїди та ефірну олію.

## Поширення
Зубниця залозиста належить до субендеміків, тобто видів із незначним за площею ареалом, але не настільки вузьким, щоб їх можна було назвати ендемічними. Як релікт третинного періоду ця рослина збереглася переважно у гірських місцевостях із відносно м'яким кліматом. Основні осередки зростання розташовані у Центральній та Південно-Східній Європі, зокрема, вперше цей вид було описано з околиць Розенбергу (Угорщина). Окрім цієї країни зубниця залозиста трапляється в Карпатах, включно із територіями Польщі, Чехії, Словаччини, України. Далі на південний схід відомі лише ізольовані популяції у басейні Дністра (в межах Молдови та України) і на Балканах (на теренах Болгарії). Ще далі на схід її можна віднайти на півострові Мала Азія. Крайня північно-східна частина ареалу охоплює Кавказькі гори.
В Україні ця рослина трапляється у Карпатах, на Волині, заході Поділля та правобережному Поліссі, при цьому вона відсутня у Закарпатській низовині. Якщо карпатські популяції численні, то волино-подільські фрагментовані і знаходяться у загрозливому стані. Через це зубницю залозисту внесено до списку охоронюваних рослин Волинської, Вінницької, Хмельницької та Житомирської областей. Окрім України, цей вид знаходиться під охороною в Чехії та Молдові, де він внесений, відповідно, до Червоного списку і Червоної книги.

## Екологія
Типовими оселищами цього виду є тінисті яри, широколистяні ліси, перш за все, букові, грабово-букові, грабові та дубові. Рідше трапляється у мішаних чи, навіть, хвойних лісах, зокрема, ялинових. Під покривом лісу зубниця залозиста часто утворює суцільні зарості, які особливо помітні під час цвітіння. У горських місцевостях цей вид знаходили як у передгір'ях, так і на висотах до 1500 м. Зубниця залозиста належить до типових представників рослинних асоціацій Dentario glandulosae-Fagetum та Symphyto cordati-Fagenion.
Ця рослина доволі морозостійка: хоча і тяжіє до місцевостей із помірними зимами, однак розвивається рано навесні, коли ґрунт ще холодний. Взимку витримує пониження температури до -23 °C. Зубниця залозиста здатна переносити нетривалі весняні приморозки, при цьому її пуп'янки без ушкоджень можуть відтанути після промерзання. Цей вид тіньовитривалий. Віддає перевагу ґрунтам добре зволоженим, багатим на поживні речовини (особливо мінеральні азотисті сполуки), із нейтральною, слаболужною чи слабокислою реакцією. Втім, зубниця залозиста здатна рости також на супіщаних, суглинистих, кислих лісових ґрунтах.
Розмножується вегетативно і насінням, причому обидва способи у природі грають помітну роль у відтворенні виду. Вегетативне розмноження відбувається за допомогою повзучого кореневища, яке за сприятливих умов здатне подовжитися на 12 см за рік. На легких супіщаних ґрунтах воно простягається на відносно значну віддаль, внаслідок чого дочірні особини формують негусті куртини, а на щільних суглинках кореневище коротке і розгалужене, внаслідок чого утворюються щільні зарості.
Цвітіння відбувається в умовах достатньої освітленості, тобто до повного розвою листя на деревах, — наприкінці квітня, в травні. Характерно, що цвітіння цього виду тривале і в одній місцевості можна спостерігати квітучі особини протягом 30—35 днів. Запилювачами виступають комахи: метелики і бджоли. В природі відмічені випадки перехресного запилення зі спорідненим видом: Dentaria enneaphyllos × Dentaria glandulosa = Dentaria × paxiana. Новий вид, утворений шляхом такої гібридизації, безплідний і розмножується винятково вегетативним способом.
Зубниця залозиста належить до ефемероїдів — рослин із тривалим життєвим циклом (багаторічних), але із коротким періодом вегетації. У червні по завершенню плодоношення її надземна частина відмирає, а в ґрунті зберігається кореневище, з якого наступної весни розвинуться нові пагони. Попри те, що літню спеку ця рослина переносить у стані спокою, її підземні органи чутливі до зневоднення і перегрівання, тому на посушливих, добре освітлених ділянках вона не росте.
Загалом цей вид стійкий до хвороб.

## Використання
У культурі зубниця залозиста знана з 1815 року, але залишається маловідомою широкому загалу садівників. Її вирощують, перш за все, як декоративний вид. При культивування вона показала себе як невибаглива рослина, для якої, однак, важливо відтворити природні умови. Найважливішими умовами успішного вирощування є затіненість ділянки у літній період, рихлий та помірно вологий ґрунт, який бажано мульчувати на зиму опалим листям (перепріваючи, воно слугує додатковим джерелом поживних речовин). У культурі зубницю залозисту розмножують поділом кореневищ, який здійснюють наприкінці вегетації, у червні — серпні. Декоративний ефект створюють зімкнені куртинки, які формують суцільний покрив, а також квіти, добре помітні у весняну пору, коли зелені на деревах ще небагато.
Офіційною медициною ця рослина не використовується, не проводили і детальних наукових досліджень фармакологічної дії цього виду на людину. Однак у народній медицині зубницю залозисту інколи застосовують при хворобах нирок та печінки. З цією метою заготовляють кореневища. Зазвичай їх викопують у вересні — жовтні, після повного відмирання надземної частини, рідше заготівлю здійснюють ранньою весною до початку вегетації. Викопані кореневища миють, розрізають на шматки завдовжки 1—2 см і висушують. Така сировина зберігає свої якості не більше двох років. Препарати, виготовлені на основі цієї сировини, протипоказані при вагітності й лактації.
Зелень зубниці залозистої має слабкий часниковий запах та гіркувато-гострий смак. Найвірогідніше, він обумовлений наявністю гірчичної олії — речовини, притаманної багатьом представникам родини Капустяних, до якої належить цей вид. Завдяки такому своєрідному смаку зелень цієї рослини придатна для приготування супів, однак у широкому вжитку практично не використовується.

## Таксономія
Таксономічний статус цього виду остаточно не з'ясований. Частина систематиків, включно із українськими, описують зубницю залозисту під латинською назвою Dentaria glandulosa Waldst. et Kit., отже визнають самостійність роду Зубниця. Інші описують цей вид під латинською назвою Cardamine glanduligera O.Schwarz, тобто відносять його до роду Жеруха. Цей науковий погляд, зокрема, відтворений у базі даних сайту The Plant List.